# Neocrepidodera chinensis
Neocrepidodera chinensis là một loài bọ cánh cứng trong họ Chrysomelidae. Loài này được Gruev miêu tả khoa học năm 1981.